# Lanciano
Lanciano est une ville italienne de la province de Chieti dans la région des Abruzzes en Italie.
Ville de tradition ancienne, elle fut la capitale des Frentans, Anxanum commune romaine puis capitale du district pendant le royaume des Deux-Siciles, elle reçut le titre de ville en 1212 à la demande de Frédéric II de Souabe. Elle a reçu la Médaille d'or de la valeur militaire.

## Histoire

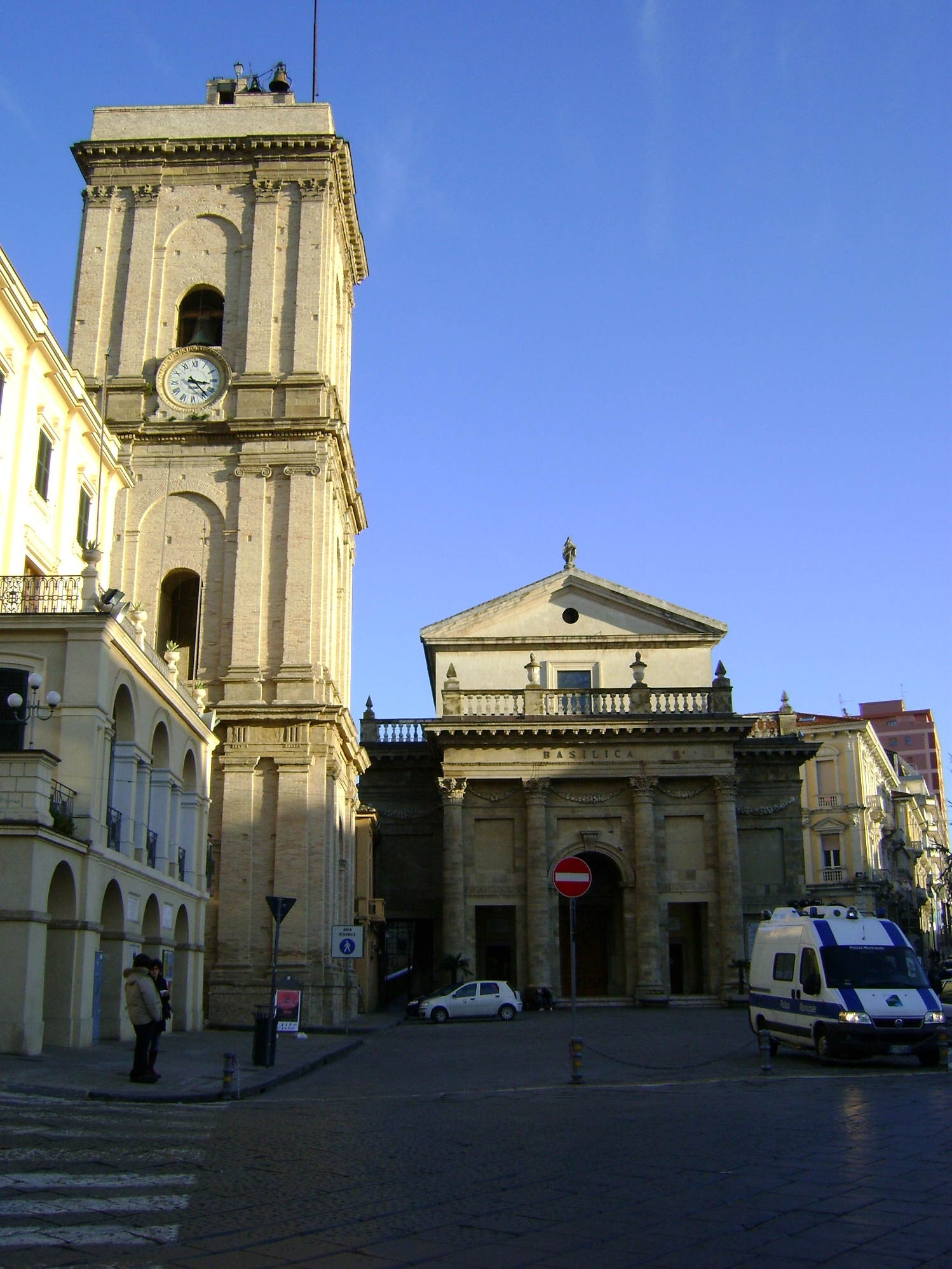
Cathédrale de la Madonna del Ponte.

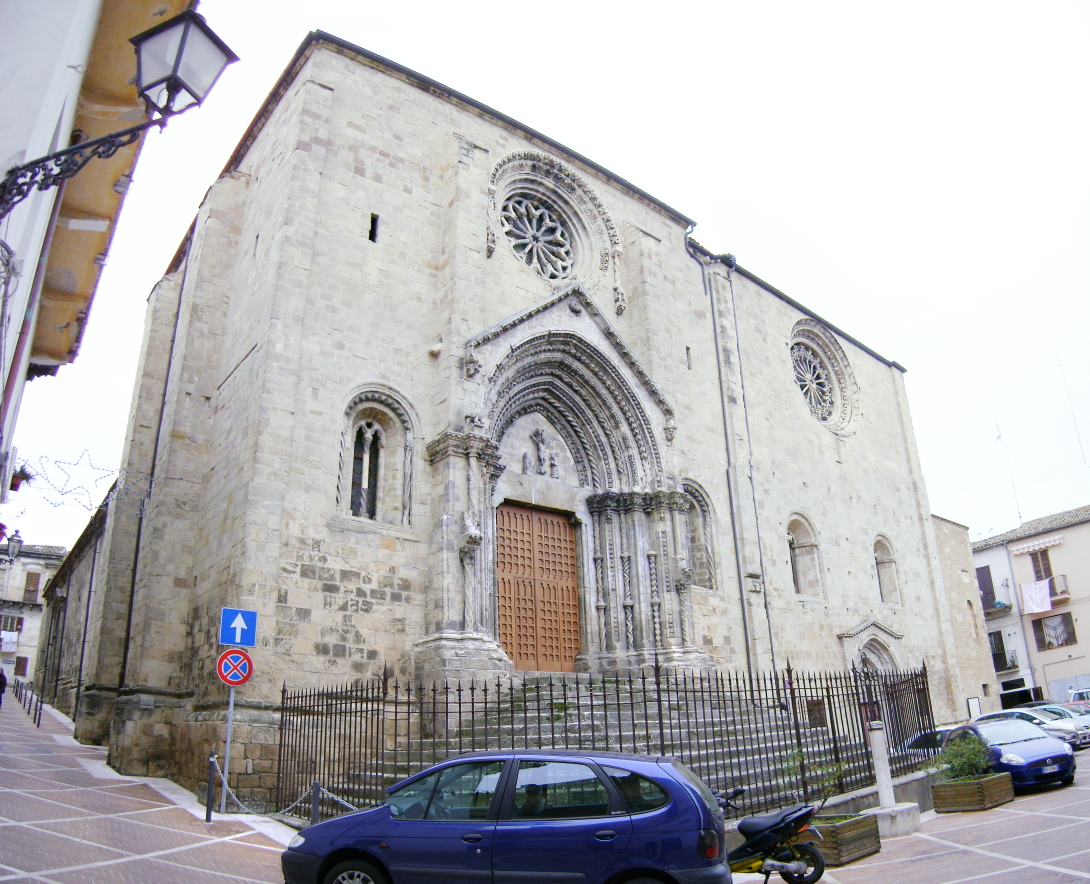
Santa Maria Maggiore.

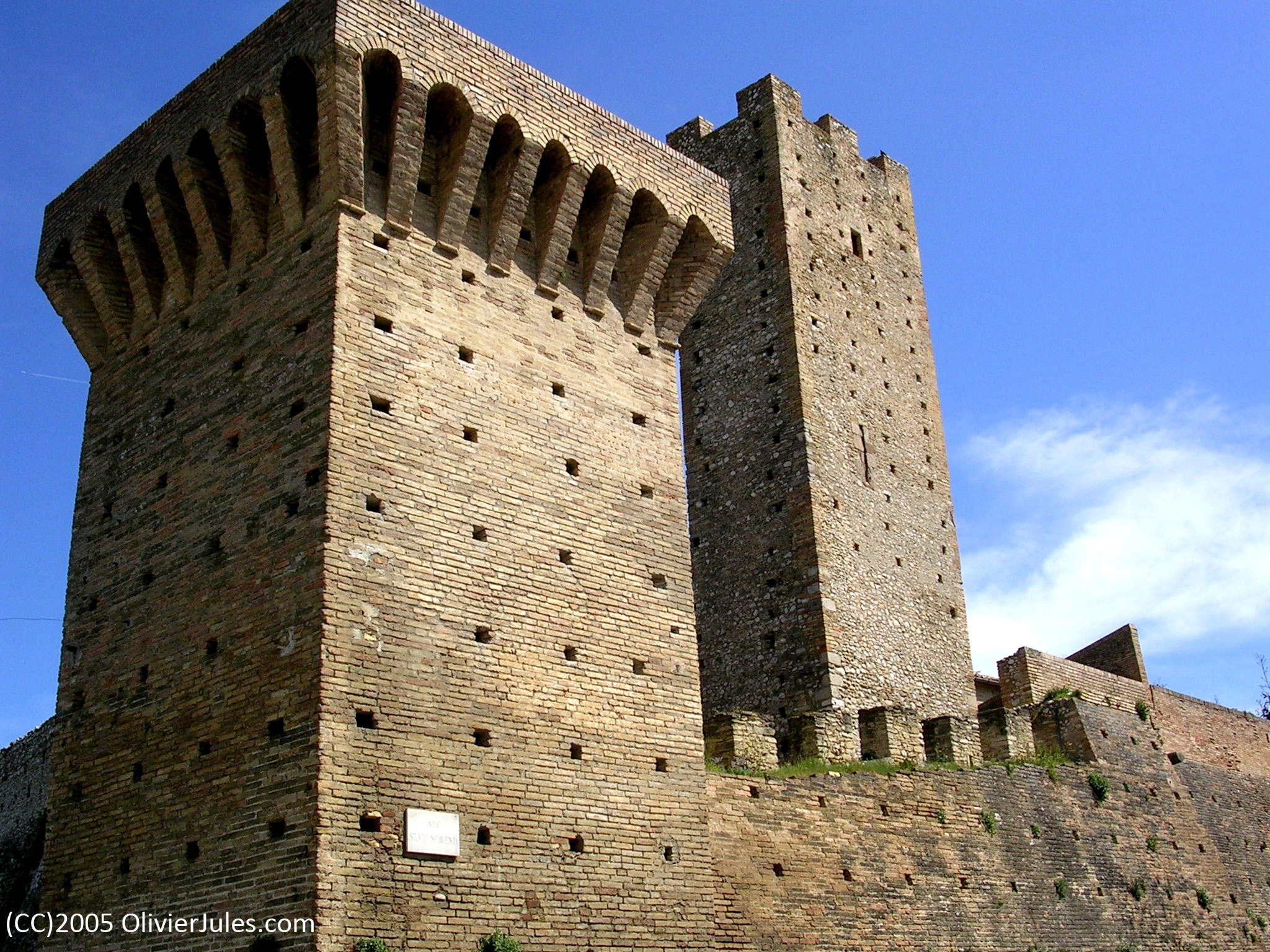
Torri Montanare.

Lanciano est connue pour être le lieu où se serait produit le miracle de Lanciano en l'an 750. 
La chapelle où aurait eu lieu le miracle, se trouvait à environ trois kilomètres de la ville d'Ansanum, qui prit au début du XIIIe siècle le nom de Lanzanum : une lance figurait dans les armes de la ville pour rappeler la croisade qui libéra le tombeau du Christ, mais aussi et surtout par allusion à Longin, le centurion qui perça de sa lance le côté du Christ après sa mort, car Longin, d'après la tradition était originaire de Lanciano.
La ville ayant été détruite, fut reconstruite un peu plus loin, autour de cette ancienne chapelle et de son monastère. Cette chapelle fut remplacée au même endroit pas une église dédiée à saint François. Mais au VIIe siècle, la chapelle des saints Légontien et Domitien était desservie par des moines grecs basiliens, célébrant dans le rite latin, donc avec des hosties de pain azyme et de forme ronde.
L'Église a accordé une grande importance à cette tradition, comme en témoigne le fait qu'en 1515, Léon X fit de Lanciano un évêché dépendant directement du Saint-Siège puis que Pie IV accorda à l'évêque de Lanciano le titre d'archevêque. L'autel construit en 1636 fut déclaré privilégié par Benoît XIV, le 14 octobre 1751.
Lanciano, aménagé en casino dei Delizie est offert par le pape à Giovanna Malatesta, épouse de Giulio Cesare da Varano (1434-1502), en compensation de l'engagement militaire de ce dernier au service des Angevins de Naples. L'austère bastion devient un palais décoré par de magnifiques fresques. Avant d'être démilitarisé, le bourg fortifié surveillait la vallée fluviale du fleuve Potenza grâce aux tours de la rocca d'Aiello.

## Géographie

### Territoire
Le territoire de la commune de Lanciano s'étend sur 66 km² dans la ceinture de collines qui descend des pentes de la Majella vers la mer. Elle est principalement composée de collines, mais comprend également une importante partie plate dans la vallée du Sangro (Val di Sangro). Son altitude varie de 33m au-dessus du niveau de la  mer, dans le hameau de Serre près du fleuve Sangro, jusqu'à 410m au-dessus du niveau de la  mer, que l'on peut atteindre dans le hameau de San Nicolino à la frontière avec Castel Frentano. Le centre-ville est situé à 265m d'altitude (sur la Piazza del Plebiscito, en face de la mairie).

### Climat
Sur base de la moyenne de référence calculée sur 30 ans 1961 - 1990, la température moyenne du mois le plus froid, janvier, est de +6,2°C. Et celle des mois les plus chauds, juillet et août, est de +24,2°C. En été, surtout en juillet et août, les journées chaudes ne sont pas rares.
Alors qu'en hiver, la neige tombe chaque année en moyenne 2 à 3 fois. Dans certains cas, il se peut que la neige tombe même à la fin de l'automne ou au début du printemps.

## Administration
| Période                                  | Période          | Identité        | Étiquette           | Qualité |
| ---------------------------------------- | ---------------- | --------------- | ------------------- | ------- |
| 18 octobre 2021                          | En cours         | Filippo Paolini | Forza Italia        |         |
| 19 juin 2016                             | 18 octobre 2021  | Mario Pupillo   | Partito Democratico |         |
| 31 mai 2011                              | 19 juin 2016     | Mario Pupillo   | Partito Democratico |         |
| 13 juin 2006                             | 31 mai 2011      | Filippo Paolini | Forza Italia        |         |
| 14 mai 2001                              | 13 juin 2006     | Filippo Paolini | Forza Italia        |         |
| 17 novembre 1997                         | 8 novembre 2000  | Nicola Fosco    | Indépendant         |         |
| 6 décembre 1993                          | 17 novembre 1997 | Nicola Fosco    | MSI - DN            |         |
| Les données manquantes sont à compléter. |                  |                 |                     |         |

## Hameaux
Les hameaux de Lanciano sont : Camicie, Colle Campitelli, Colle Pizzuto, Costa di Chieti, Follani, Fontanelle, Gaeta, Iconicella, Madonna del Carmine, Marcianese, Nasuti, Re di Coppe, Rizzacorno, Sabbioni, San Iorio, San Nicolino, Santa Croce, Santa Giusta, Santa Liberata, Santa Maria dei Mesi, Sant'Amato,  Sant'Egidio, Sant'Onofrio, Serre, Serroni, Spaccarelli, Torre Marino, Torre Sansone, Villa Andreoli, Villa Carminello, Villa Elce, Villa Martelli, Villa Pasquini, Villa Stanazzo.

## Communes limitrophes
Atessa, Castel Frentano, Fossacesia, Frisa, Mozzagrogna, Orsogna, Paglieta, Poggiofiorito, Rocca San Giovanni, San Vito Chietino, Sant'Eusanio del Sangro, Treglio

## Lieux et monuments
- Cathédrale de Lanciano
- Église Saint-François de Lanciano
- Église Sainte-Marie-Majeure de Lanciano
- Église Sainte Lucie de Lanciano
- Église Saint Augustin de Lanciano
- Église Saint Nicolas de Lanciano
- Église Saint Roch de Lanciano
- Église Orthodoxe des Santi Martiri Sergio e Bacco
- Église Sainte Giovina de Lanciano
- Pont de Dioclétien
- Palazzo de Crecchio
- Palazzo de Vergilj
- Palazzo del Capitano
- Théatre Fenaroli de Lanciano
- Porta San Biagio de Lanciano
- Tour della Candelora
- Place del Plebiscito
- Musée Arquidiocesano
- Musée diocésain lanciano
- Parc Villa delle Rose
- Fontaine Civitanova

## Jumelages
Lanciano est jumelée avec:
- Berazategui (Argentine)
- Vaughan (Canada)
- Perho (Finlande)
- Qala (Malte)
- Visegrád (Hongrie)
- Riedenburg (Allemagne)
- Laterza (Italie)

## Personnalités
- Domenico Ravizza (1707-1767), écrivain et érudit, né et mort à Lanciano.